# Nacaduba markira
Nacaduba markira är en fjärilsart som beskrevs av Tite 1963. Nacaduba markira ingår i släktet Nacaduba och familjen juvelvingar. Inga underarter finns listade i Catalogue of Life.